# براشتون (ویرجینیای غربی)
براشتون (به انگلیسی: Brushton) یک منطقهٔ مسکونی در ایالات متحده آمریکا است که در شهرستان بونی، ویرجینیای غربی واقع شده‌است. براشتون ۱۹۹٫۹۵ متر بالاتر از سطح دریا واقع شده‌است.